# Tony Gallopin
Tony Gallopin (Dourdan, Essonne, Illa de França, 24 de maig de 1988) és un ciclista francès, professional des del 2008 fins al 2023. És fill del també ciclista Joël Gallopin i nebot del director esportiu Alain Gallopin.
En el seu palmarès destaca la Clàssica de Sant Sebastià de 2013 i una victòria en l'11a etapa del Tour de França de 2014. En aquesta mateixa cursa va portar el mallot groc durant una etapa, després d'haver arribat amb un grup d'escapats en la 9a etapa.

## Palmarès
- 2005
  - Vencedor d'una etapa del Gran Premi Rüebliland
- 2006
  - 1r a la Crono de les Nacions-Les Herbiers júnior
- 2008
  -  Campió de França de contrarellotge sub-23
  - 1r a la París-Tours sub-23
- 2009
  -  Medalla de bronze als Jocs del Mediterrani
- 2010
  - Vencedor d'una etapa del Tour de Luxemburg
- 2011
  - 1r a la Copa de França de ciclisme
  - 1r a la Fletxa d'Émeraude
  - Vencedor d'una etapa del Tour del Llemosí
- 2013
  - 1r a la Clàssica de Sant Sebastià
- 2014
  - Vencedor d'una etapa al Tour de França
- 2015
  - Vencedor d'una etapa a l'Étoile de Bessèges
- 2016
  - 1r al Gran Premi de Valònia
- 2017
  - Vencedor d'una etapa a l'Étoile de Bessèges
- 2018
  - 1r a l'Étoile de Bessèges i vencedor d'una etapa
  - Vencedor d'una etapa a la Volta a Espanya

### Resultats al Tour de França
- 2011. 79è de la classificació general
- 2012. Abandona (13a etapa)
- 2013. 58è de la classificació general
- 2014. 29è de la classificació general. Vencedor de l'11a etapa. Porta el mallot groc durant 1 etapa
- 2015. 31è de la classificació general
- 2016. 71è de la classificació general
- 2017. 21è de la classificació general
- 2018. Abandona (12a etapa)
- 2019. 56è de la classificació general
- 2022. 37è de la classificació general
- 2023. 86è de la classificació general

### Resultats a la Volta a Espanya
- 2010. 89è de la classificació general
- 2018. 11è de la classificació general. Vencedor d'una etapa

### Resultats al Giro d'Itàlia
- 2019. 16è de la classificació general
- 2020. No surt (8a etapa)
- 2021. 60è de la classificació general